# Francolinus hartlaubi
Francolinus hartlaubi là một loài chim trong họ Phasianidae.